# Acanthocinus griseus
Espèce
Acanthocinus griseus est une espèce de coléoptères de la famille des Cerambycidae.